# Luhanka
Luhanka [ˈluɦɑŋkɑ] (schwedisch: Luhango) ist eine Gemeinde in der finnischen Landschaft Mittelfinnland.
Die gesamte Bevölkerung ist finnischsprachig.

## Ortschaften
Zu der Gemeinde gehören die Orte Judinsalo, Klemettilä, Lempää, Rekolankylä, Tammijärvi und Vuorenkylä.

## Sehenswürdigkeiten
In Luhanka befindet sich eine neugotische Holzkirche aus dem Jahr 1893 nach einem Entwurf von Josef Stenbäck.

## Politik
Wie in den meisten ländlichen Gegenden Finnlands ist in Luhanka die Zentrumspartei die stärkste Partei. Bei der Kommunalwahl 2008 erhielt sie fast die Hälfte der Stimmen und verfügt im Gemeinderat, der höchsten Entscheidungsinstanz bei lokalen Angelegenheiten, mit 8 von 15 Abgeordneten über eine absolute Mehrheit. Die zweitgrößte Fraktion stellt die konservative  Nationalen Sammlungspartei mit drei Sitzen. Je zwei Mandate entfielen auf die Sozialdemokraten und eine lokale Wahlliste (Lähialueyhteistyön yhteislista).
| Partei                         | Wahlergebnis 2008 | Sitze |
| ------------------------------ | ----------------- | ----- |
| Zentrumspartei                 | 49,5 %            | 8     |
| Nationale Sammlungspartei      | 23,1 %            | 3     |
| Lähialueyhteistyön yhteislista | 14,1 %            | 2     |
| Sozialdemokraten               | 13,4 %            | 2     |

Luhanka unterhält seit 1944 eine Gemeindepartnerschaft mit Årjäng in Schweden.

## Luhanka im Film
Mit ihrem vielfach preisgekrönten Dokumentarfilm „Zu Hause im Dorf“ (2012) setzte Kiti Luostarinen dem Ort und seinen Bewohnern ein Denkmal.

## Söhne und Töchter
- Aarne Pohjonen (1886–1938), Turner
- Hertta Kuusinen (1904–1974), kommunistische Politikerin